# The Marchioness of Stonehenge
The Marchioness of Stonehenge is een kort verhaal uit 1890 van de Engelse schrijver Thomas Hardy. Het werd voor het eerst gepubliceerd in het kerstnummer van het Britse geïllustreerde weekblad The Graphic, dat uitkwam op 1 december 1890. Het verhaal droeg daar de titel The Lady Caroline (Afterwards Marchioness of Stonehenge) en was het tweede uit een serie van zes verhalen onder de gezamenlijke noemer 'A Group of Noble Dames'. Deze werden alle in dit nummer opgenomen.
In de Verenigde Staten werden deze verhalen op dezelfde manier gepubliceerd in het weekblad Harper's Weekly, zij het dat de serie in dat blad werd verdeeld over vier opeenvolgende afleveringen in november en december 1890.
In 1891 verscheen de verhalenbundel A Group of Noble Dames in Groot-Brittannië en de Verenigde Staten. De eerdere zes verhalen werden er in deze uitgave tien, gepresenteerd als raamvertelling. Het onderhavige verhaal is in deze opzet het derde in de serie, volgend op The First Countess of Wessex. De vertelling wordt in de mond gelegd van de deken in het gezelschap.

## Verhaal
Lady Caroline is de knappe en alom bewonderde dochter van de graaf van Avon. Zij mag zich verheugen in de voortdurende belangstelling van de jonge edellieden en andere heren in Wessex. Maar, zo stelt de verteller, een mens kan dat weleens beu worden en dan juist een andere richting zoeken. Zo richt de interesse van de jongedame zich op een eenvoudige assistent van de opzichter van het landgoed. Hij woont in het aangrenzende dorp bij zijn vader en wordt van afstand bemind door een buurmeisje. De passie tussen Caroline en de jongeman loopt snel op en zij sluiten in het geheim een huwelijk. Hij bezoekt haar uitsluitend 's avonds in haar privévertrekken. Na korte tijd, als de eerste hartstocht wat is bekoeld, komt het tot een korte woordenwisseling, waarna zijn toch al zwakke hart het begeeft en hij bezwijkt. Radeloos versleept zij het lijk naar het huis van zijn vader, waar hij de volgende ochtend wordt aangetroffen. Veel verbazing wekt dit niet, omdat algemeen bekend was dat hij hartproblemen had, zoals een onderzoek ook uitwijst. Uit nader onderzoek blijkt echter dat het lichaam versleept moet zijn en dit brengt Caroline in verlegenheid, temeer omdat een persoon op een late avond iemand iets zwaars heeft zien verplaatsen. Zij komt op het idee om contact op te nemen met Milly, het meisje dat zo verliefd op hem was en nu zelfs in rouwkleding rondloopt. Caroline vertelt haar haar geheim en doet haar het voorstel dat zij tegen een fikse vergoeding het lijk van haar overneemt als zijnde haar overleden geliefde, met wie zij in het geheim getrouwd zou zijn. Milly laat het zich graag aanleunen en gedraagt zich als de perfecte weduwe. Als Caroline echter zwanger blijkt te zijn en de situatie wil terugdraaien weigert Milly deze deal. Caroline rest niets anders dan haar moeder in vertrouwen te nemen. Zij reizen af naar Londen, gevolgd door Milly, die na verloop van tijd terugkeert met een kind dat zij als het hare beschouwt en behandelt. De jongeman groeit op en maakt een snelle carrière door in het leger. Caroline, die inmiddels is getrouwd met de oudere markies van Stonehenge, een huwelijk dat kinderloos is gebleven, doet een ultieme poging haar kind terug te winnen. Milly en zij komen tot de overtuiging dat ze de keuze aan de jongeman zelf moeten laten. Als deze van de waarheid op de hoogte is gebracht, kiest hij uiteindelijk voor Milly als zijn echte moeder.